# Aphelandra
Aphelandra ist eine Pflanzengattung innerhalb der Familie der Akanthusgewächse (Acanthaceae). Die 170 bis 180 Arten sind in der Neotropis verbreitet. Für Arten dieser Gattung wird als deutschsprachiger Name gelegentlich „Glanzkölbchen“ verwendet, dies ist aber eigentlich nur der Trivialname für die häufigste als Zimmerpflanze verwendete Art, das Glanzkölbchen (Aphelandra squarrosa); der Trivialname bezieht sich auf die derben, glänzenden Hochblätter des auffälligen Blütenstandes dieser einen Art.

## Beschreibung

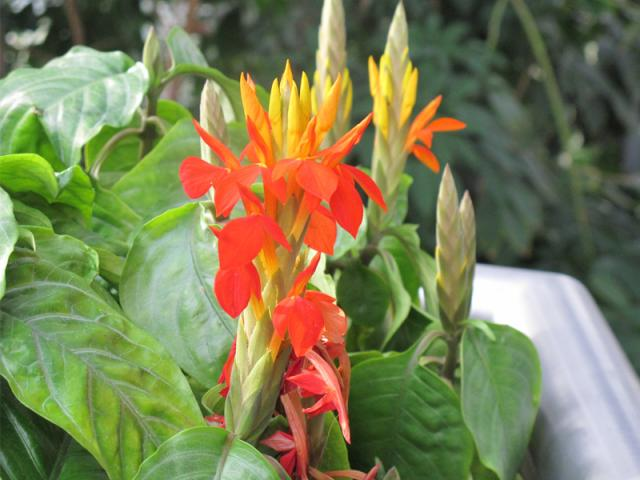
Aphelandra aurantiaca

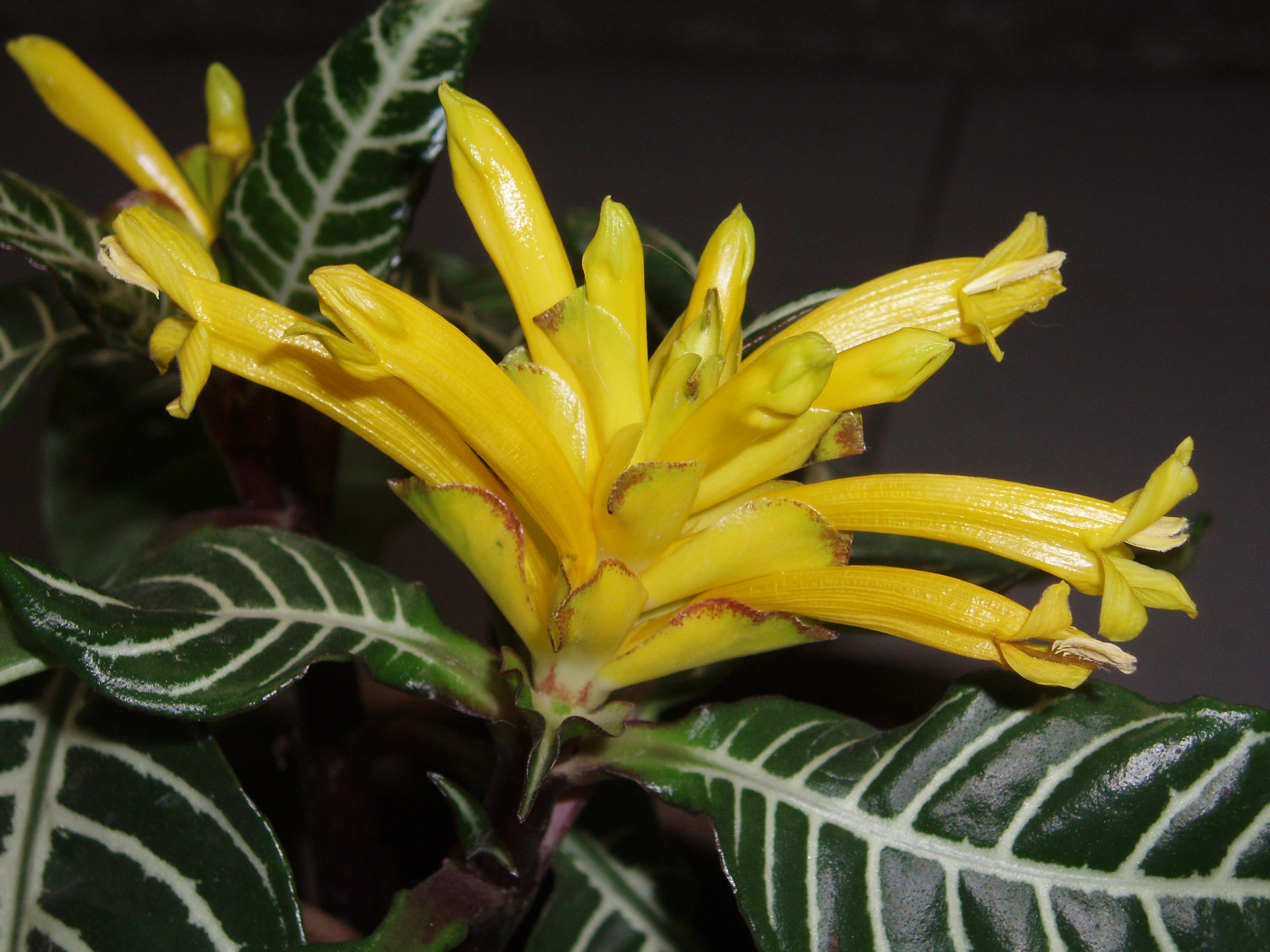
Glanzkölbchen (Aphelandra squarrosa): Dekorative Laubblätter, Blütenstand mit derben, glänzenden, gelben Hochblättern und zygomorphen, gelben Blüten

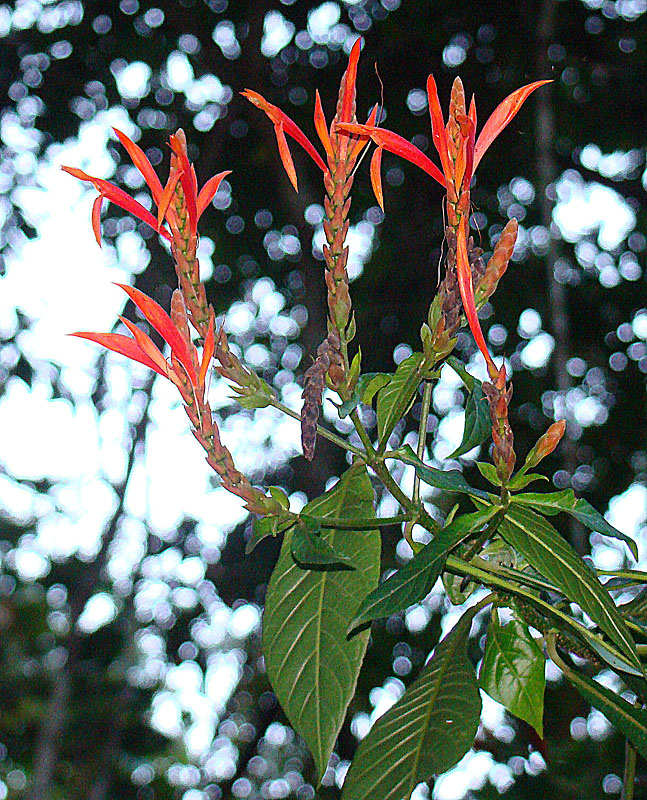
Aphelandra lingua-bovis

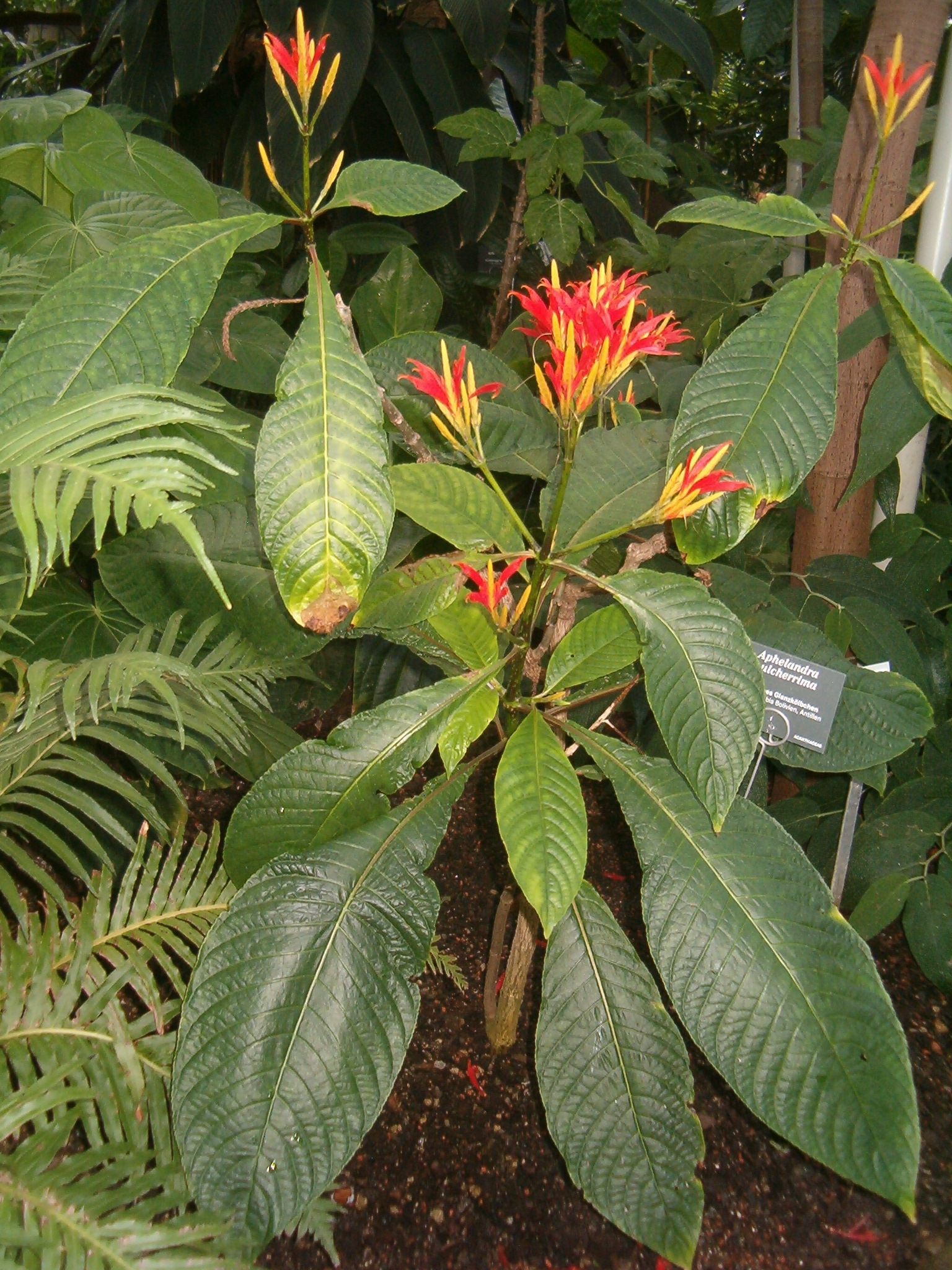
Aphelandra pulcherrima

### Vegetative Merkmale
Aphelandra-Arten wachsen meist als aufrechte Sträucher, Halbsträucher oder an ihrer Basis verholzende, ausdauernde krautige Pflanzen.
Die gegenständig angeordneten und gestielten Laubblätter sind meist einfach und relativ groß. Die Blattränder sind glatt, gelappt, gekerbt oder stachelig gezähnt. Nebenblätter fehlen.

### Generative Merkmale
Die Blüten stehen in end- oder seitenständigen ährigen Blütenstände zusammen. Die meist großen, auffälligen Hochblätter besitzen einen glatten bis gezähnten Rand; ihre Anordnung gibt dem Blütenstand bei vielen Arten ein vierkantiges Aussehen.
Die ungestielten, oft relativ großen, zwittrigen Blüten sind fünfzählig und zygomorph mit doppelter Blütenhülle. Die fünf Kelchblätter sind mehr oder weniger gleich oder ein Kelchlappen ist deutlich breiter. Die fünf Kronblätter sind röhren- bis trichterförmig verwachsen. Die Kronröhre ist gerade oder gebogen. Die Kronröhre endet zweilippig. Die aufrechte Oberlippe ist höchstens leicht zweilappig. Die manchmal zurückgekrümmte Unterlippe ist dreilappig. Die Farbe der Kronblätter reicht von weiß oder gelb über orangefarben bis rot. Die vier fertilen Staubblätter ragen aus der Krone heraus oder sind kürzer als die Unterlippe. Zwei Fruchtblätter sind zu einem oberständigen Fruchtknoten verwachsen mit zwei Samenanlagen je Fruchtknotenkammer. Der lange Griffel endet in einer höchstens schwach zweilappigen Narbe. 
Die zweifächerigen Kapselfrüchte enthalten vier Samen. Die Samen sind seidenhaarig.

## Ökologie
Die Bestäubung erfolgt durch Vögel (Ornithophilie).
Die Ausbreitungseinheit (Diaspore) ist der Same.

## Systematik und Verbreitung
Die Gattung Aphelandra wurde 1810 durch Robert Brown in Prodromus Florae Novae Hollandiae et Insulae van-Diemen Seite 475 aufgestellt. Der botanische Gattungsname Aphelandra ist aus den griechischen Wörtern aphéles für „einfach“ und anér, andrós für „Mann“ abgeleitet.
Synonyme für Aphelandra R.Br. sind: Amathea Raf., Cuenotia Rizzini, Hemisandra Scheidw., Hydromestus Scheidw., Lagochilium Nees, Lepidacanthus C.Presl, Odontophyllum Sreem., Sreemadhavana Rauschert, Strobilorhachis Klotzsch, Synandra Schrad.
Die Gattung Aphelandra gehört zur Tribus Acantheae in der Unterfamilie Acanthoideae innerhalb der Familie der Acanthaceae.
Die Aphelandra-Arten sind in der Neotropis verbreitet. Auf Kuba und in der Dominikanischen Republik kommt sie eingeschleppt vor.
Es gibt in der Gattung Aphelandra etwa 170 bis 180 gültige Arten. Hier eine Auswahl:
- Aphelandra acanthifolia Hook.
- Aphelandra acanthus Nees
- Aphelandra aurantiaca (Scheidw.) Lindl. (Syn.: Aphelandra roezlii Carrière): Sie kommt von Mexiko bis Brasilien vor.[1]
- Aphelandra benoistii Wassh.
- Aphelandra chrysantha Wassh.
- Aphelandra cirsioides Lindau
- Aphelandra flava Nees: Sie kommt in Kolumbien vor.[1]
- Aphelandra formosa (Bonpland) Nees (Syn.: Aphelandra mutisii Leonard)
- Aphelandra gigantiflora Lindau
- Aphelandra golfodulcensis McDade
- Aphelandra grangeri Leonard
- Aphelandra hartwegiana Nees
- Aphelandra lingua-bovis Leonard
- Aphelandra phaina Wassh.
- Aphelandra pulcherrima (Jacq.) Kunth (Syn.: Aphelandra incerta Leonard): Sie kommt in Südamerika und auf Trinidad und Tobago vor.[1]
- Aphelandra scabra (Vahl) Sm.: Sie kommt von Mexiko bis Kolumbien und Venezuela vor.[1]
- Aphelandra sinclairiana Nees: Sie kommt in Costa Rica und in Panama vor.[1]
- Glanzkölbchen (Aphelandra squarrosa Nees): Es kommt in Brasilien vor.[1]
- Aphelandra superba Lindau
- Aphelandra tetragona (Vahl) Nees: Sie kommt in Venezuela vor.[1]

## Bilder

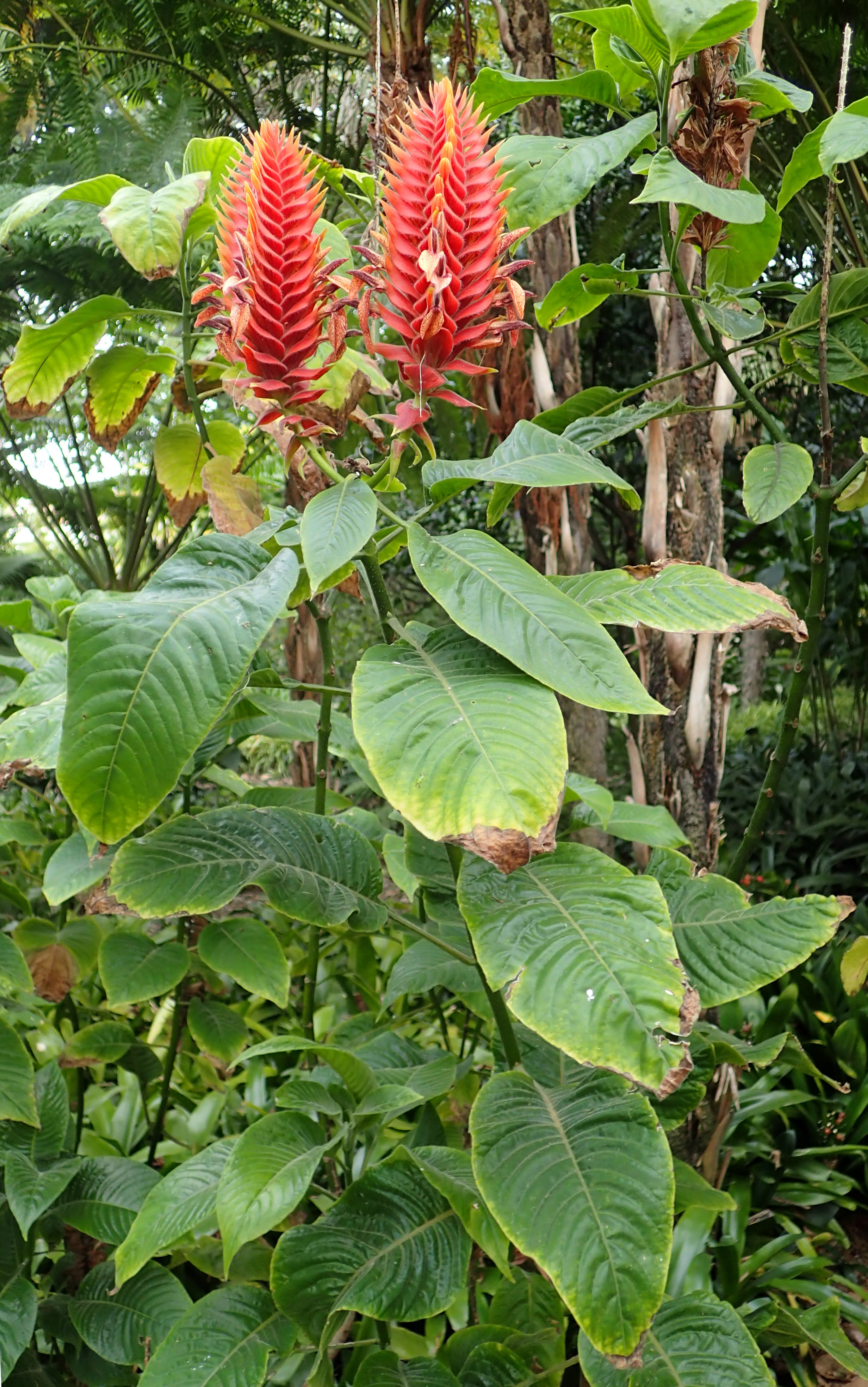
Aphelandra flava
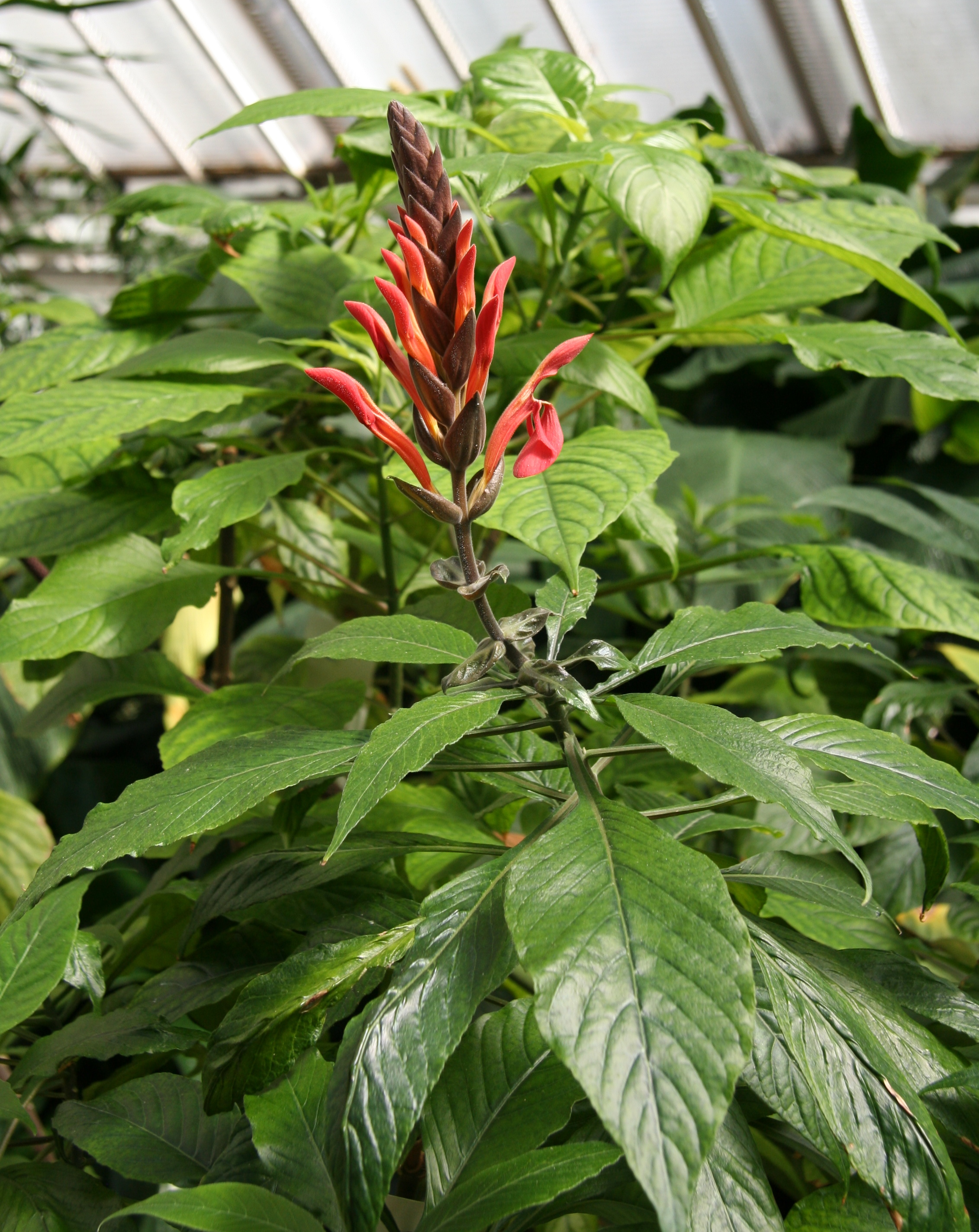
Aphelandra gigantiflora
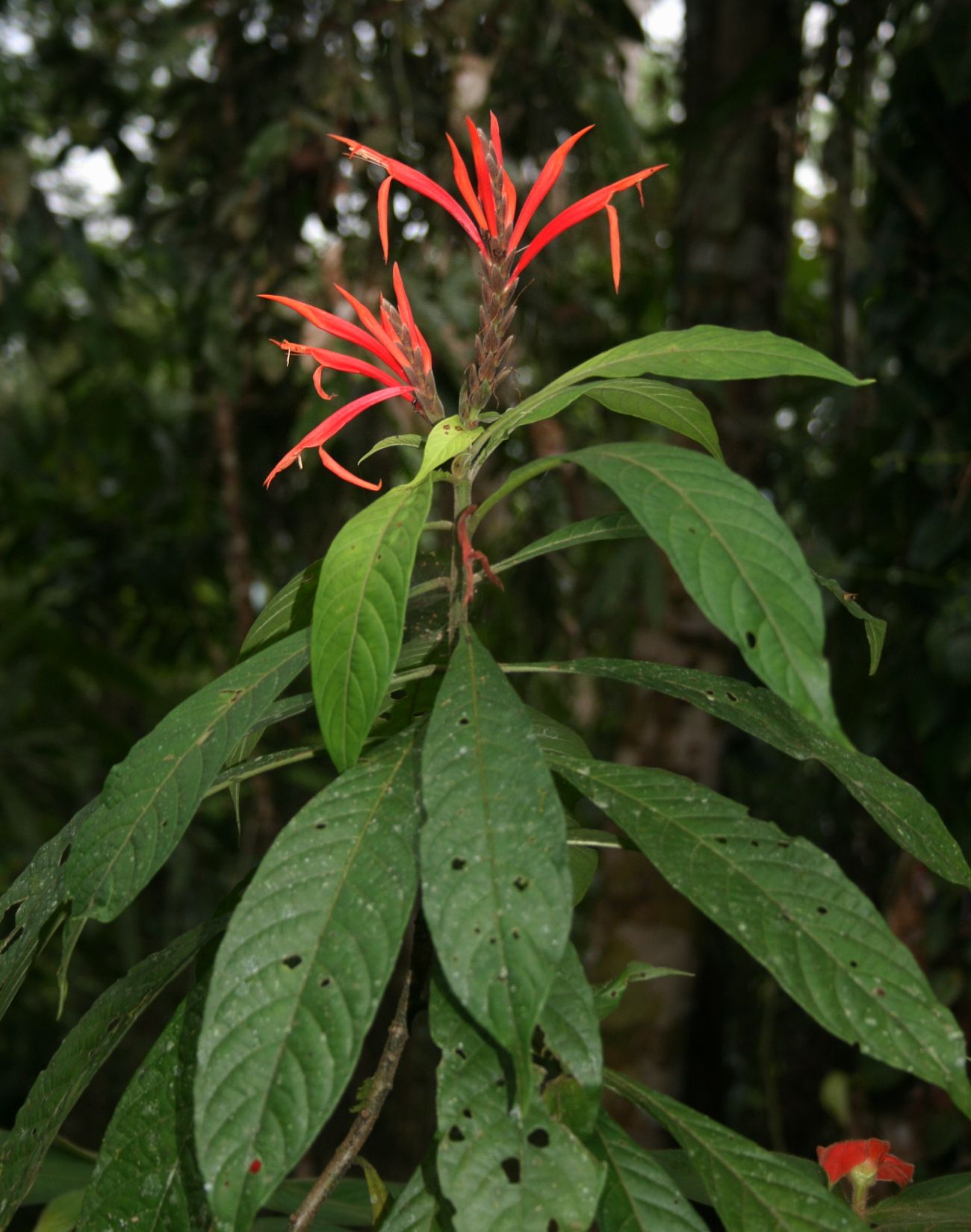
Aphelandra golfodulcensis
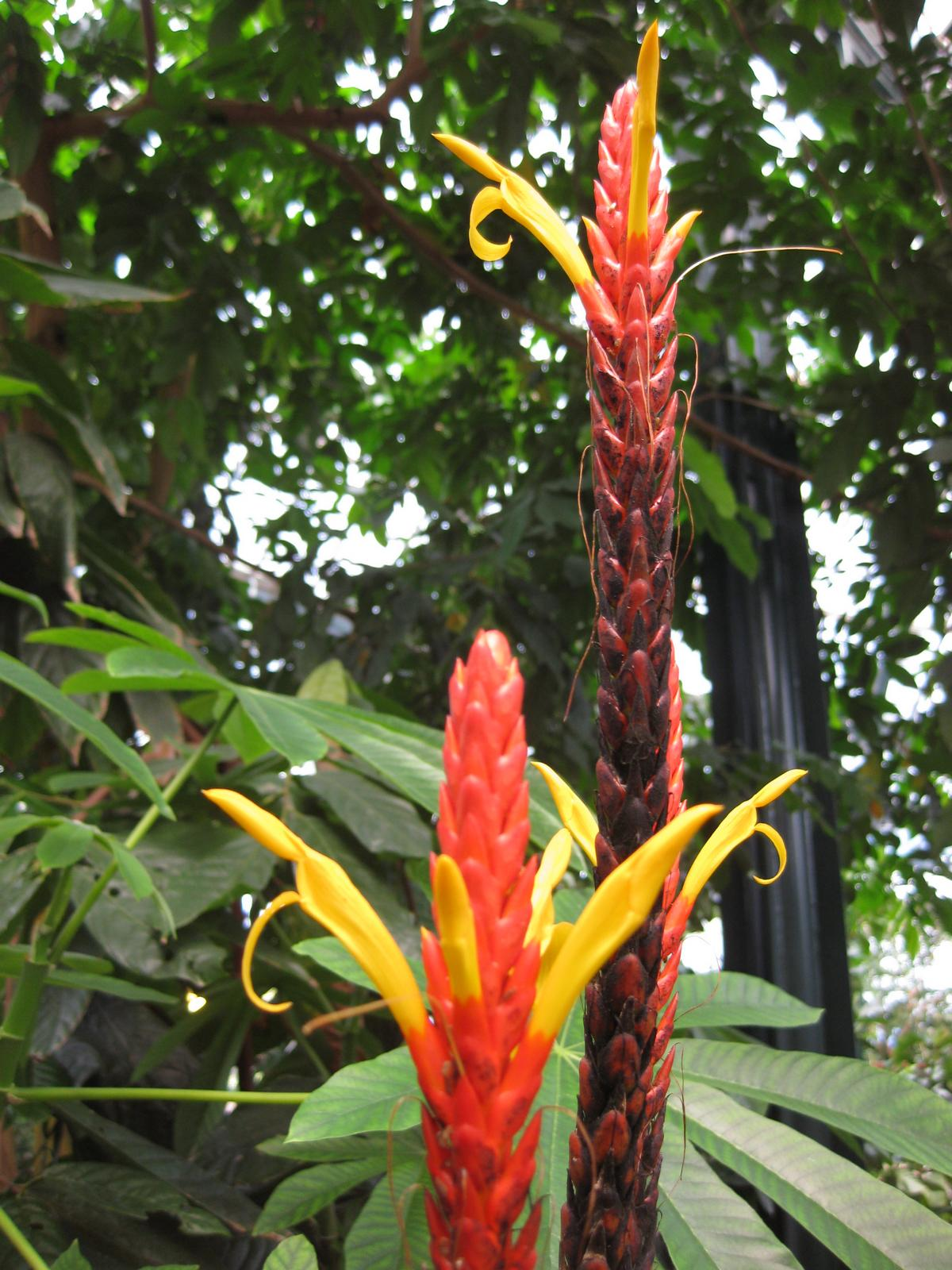
Aphelandra hartwegiana
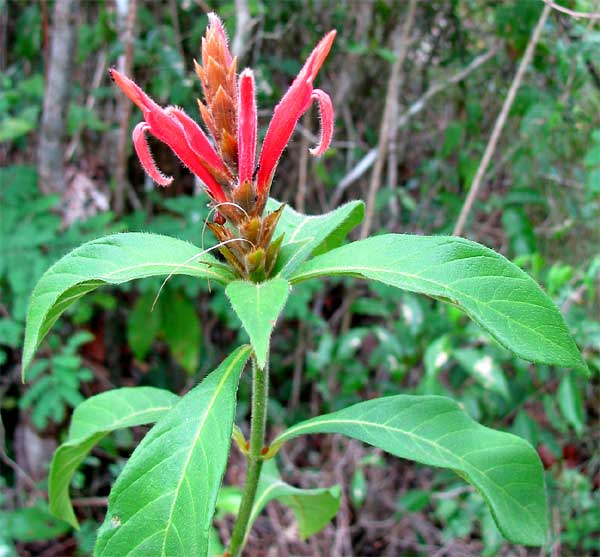
Aphelandra scabra